# Saproscincus spectabilis
Saproscincus spectabilis là một loài thằn lằn trong họ Scincidae. Loài này được De Vis mô tả khoa học đầu tiên năm 1888.